# ليونارد أ. فانك جونيور
ليونارد أ. فانك جونيور (بالإنجليزية: Leonard A. Funk, Jr.)‏ هو عسكري أمريكي، ولد في 27 أغسطس 1916، وتوفي في 20 نوفمبر 1992.